# Sunshine Stars FC
El Sunshine Stars F.C. es un club de fútbol de Nigeria que juega en la Liga Premier de Nigeria, la liga más importante de fútbol en el país.

## Historia
Es un equipo de la ciudad de Akure y nunca ha sido campeón de la Liga Premier de Nigeria, pero ha sido protagonista en los torneos de la CAF, incluso ha sido finalista de la Copa Confederación de la CAF.

## Palmarés
- National Division One (Segundo Nivel): 2

2001, 2007

## Participación en competiciones internacionales

### CAF
| Temporada | Torneo                       | Ronda          | Club                      | Casa  | Visita | Global    |
| --------- | ---------------------------- | -------------- | ------------------------- | ----- | ------ | --------- |
| 2011      | Copa Confederación de la CAF | 1              | Tiko United               | 2-0   | 1-0    | 3-0       |
| 2011      | Copa Confederación de la CAF | 2              | USFA Ouagadougou          | 2-0   | 0-1    | 2-1       |
| 2011      | Copa Confederación de la CAF | 3              | Al-Ittihad Club (Trípoli) | 1-0   | -      | 1-01      |
| 2011      | Copa Confederación de la CAF | Fase de grupos | JS Kabylie                | 1-0   | 2-1    | 2.º lugar |
| 2011      | Copa Confederación de la CAF | Fase de grupos | MAS Fez                   | 1-1   | 0-1    | 2.º lugar |
| 2011      | Copa Confederación de la CAF | Fase de grupos | DC Motema Pembe           | 2-0   | 0-0    | 2.º lugar |
| 2011      | Copa Confederación de la CAF | Semifinales    | Club Africain             | 0-1   | 0-0    | 0-1       |
| 2012      | Liga de Campeones de la CAF  | 1              | CRD do Libolo             | 3-0   | 1-4    | 4-4 (a)   |
| 2012      | Liga de Campeones de la CAF  | 2              | Djoliba AC                | 1-0   | 1-1    | 2-1       |
| 2012      | Liga de Campeones de la CAF  | Fase de grupos | Espérance ST              | 0-5   | 0-4    | 2.º lugar |
| 2012      | Liga de Campeones de la CAF  | Fase de grupos | ASO Chlef                 | 2-0   | 2-1    | 2.º lugar |
| 2012      | Liga de Campeones de la CAF  | Fase de grupos | ES Sahel                  | w.o.2 | w.o.2  | 2.º lugar |
| 2012      | Liga de Campeones de la CAF  | Semifinales    | Al-Ahly                   | 3-3   | 0-1    | 3-4       |

1- La serie se jugó a partido único por la situación política en Libia.

2- Étoile du Sahel fue descalificado después de los disturbios en el partido contra el Espérance ST, el 18 de agosto.

### WAFU
- Campeonato de Clubes de la WAFU: 1 aparición

2009 – Primera Ronda

## Gerencia y Cuerpo Técnico
Gerente
- Mike Idoko

Supervisor Técnico
- Solomon Ogbeide

Entrenador
- Gbenga Ogunbote

Asistente Entrenador
- Baba Salami Ganiyu
- Alhassan Mohammed

Consultor
- Fatai Amoo

## Jugadores

### Jugadores destacados
| - Razak Omotoyossi - Dayo Ojo - Sunday Rotimi | - Uche Sherif - Sodiq Suraj - Onyeme Paul Uche | - Daniel Uchechi - Sarafa Usman - Robert Egbeta - Okikiola Afolabi |

## Entrenadores destacados
- Rodolfo Zapata
- Kadiri Ikhana (2000)